# Bernard Van de Kerckhove
Bernard Van de Kerckhove (Mouscron, 8 de julio de 1941-Brujas, 15 de septiembre de 2015) fue un corredor belga profesional de bicicleta de ruta desde 1962 a 1971. El punto culminante de su carrera fue ganar una etapa del Tour de Francia 1964 y otra en 1965, además de llevar el maillot amarillo durante dos y tres etapas, respectivamente.

## Palmarés
1962
- Roeselare

1963
- Houthulst
- Omloop der Zennevalei
- Koksijde

1964
- Assebroek
- 1 etapa del Tour de Francia
- Roeselare
- Wingene
- 1 etapa en la París-Niza

1965
- Adinkerke
- Meerbeke
- Circulación de las Ardenas flamencas
- 1 etapa del Tour de Francia
- Merelbeke

1966
- Adinkerke
- Stadsprijs Geraardsbergen

1967
- Adinkerke

1968
- Westouter
- Zingem

1969
- Koksijde

## Fallecimiento
Van de Kerckhove fue operado en diciembre de 2014, pero mantuvo sus complicaciones de la cirugía hasta que finalmente falleció en la noche del martes 15 de septiembre de 2015 a los 74 años de edad.